# Fernando Cardinal
Fernando Alberto dos Santos Cardinal, noto semplicemente come Fernando Cardinal (Porto, 26 giugno 1985), è un ex giocatore di calcio a 5 portoghese.

## Carriera
Pivot prolifico, Cardinal gioca in patria fino al 2011, vincendo con lo Sporting CP due campionati, una Coppa del Portogallo e una Supercoppa. Nella stagione 2009-10 ha inoltre vinto la classifica marcatori della Primeira Divisão. Dopo una breve esperienza in Russia con il CSKA, si trasferisce all'Inter insieme al connazionale Ricardinho. Con la formazione madrilena vince due campionati consecutivi e una Coppa di Spagna, fallendo però la conquista della Coppa UEFA. Cardinal è stato un punto fermo della nazionale portoghese, con la quale ha preso parte a tre campionati europei e a una Coppa del Mondo. È stato inserito nella formazione ideale dell'Europeo 2014 stilata dal Gruppo Tecnico della UEFA. A fine carriera ha giocato per alcuni mesi nel Corinthians, diventando il primo europeo a debuttare nella Liga Nacional.

## Palmarès

### Competizioni nazionali
- Campionato portoghese: 5
Sporting CP: 2009-10, 2010-11, 2017-18, 2020-21, 2021-22
- Coppa del Portogallo: 5
Sporting CP: 2010-11, 2017-18, 2018-19, 2019-20, 2021-22
- Supertaça Portuguesa: 1
Sporting CP: 2010
- Campionato spagnolo: 3
Inter: 2013-14, 2014-15, 2015-16
- Coppa di Spagna: 2
Inter: 2013-14, 2015-16
- Supercoppa di Spagna: 2
Inter: 2015
ElPozo Murcia: 2016
- Coppa del Re: 2
Inter: 2014-15
ElPozo Murcia: 2016-17

### Competizioni internazionali
- UEFA Champions League: 2
Sporting CP: 2018-19, 2020-21